# 神戸女子大学瀬戸短期大学
神戸女子大学瀬戸短期大学（こうべじょしだいがくせとたんきだいがく、英語: Kobe Women's University Seto Junior College）は、岡山県赤磐郡瀬戸町に本部を置いていた私立短期大学である。1989年に設置され、2004年に廃止された。大学の略称は瀬戸短。

## 概要

### 大学全体
- 岡山県赤磐郡瀬戸町[注 2]に所在した[注 3]日本の私立短期大学で、設置主体は学校法人行吉学園[4]。
- 学科数2、入学総定員180名体制で1989年に開学[5]。1996年度入学生より1学科2専攻を含めた2学科体制となり、2001年度入学生より1学科2専攻に縮小。
- 2002年度の入学生を最後に[注釈 2]、2004年に短期大学としての使命を終える[6]。

### 建学の精神（校訓・理念・学是）
- 神戸女子短期大学を参照。

### 教育および研究
- 神戸女子大学瀬戸短期大学に設置されていた学科の一つである文化コミュニケーション学科には「ビジネス英語」や「観光ビジネス論」など主に観光業界に係る職に就くのに必要な諸科目を学ぶビジネス情報・観光コース、「資格英語演習」や「実用英会話」などの科目を学ぶ資格英語・英語会話コース、「英米文学史」や「英米文化研究」などを学ぶ言語文化コースからなっていた。生活科には、衣食住をはじめとした生活科学全般について学ぶ生活専攻、栄養士を養成する食物栄養専攻があった。

### 学風および特色
- すいか祭なるイベントが行われていた[7]。
- 創立記念日は11月11日となっていた[7]。

## 沿革
- 1987年
  - 10月 1989年度の開学を目指す計画を行う[8]。
- 1988年
  - 12月22日 左記を以て文部省[注 4]より短期大学の設置が認可される[9]。
- 1989年
  - 4月1日 神戸女子大学瀬戸短期大学が以下の学科体制にて開学[10]。
    - 生活科 入学定員90名
    - 英語科 入学定員90名

  - 5月1日 学生数[11]/定員[12]
    - 生活科 女92/90
    - 英語科 女93/90
- 1991年
  - 4月1日 生活科の入学定員を90[13]→150[14]に増員[15]。
  - 5月1日 学生数[16]/定員[17]
    - 生活科 女266/240
    - 英語科 女207/180
- 1992年
  - 4月1日 英語科の入学定員を90→150[18]に増員[19]。
  - 5月1日 学生数/定員
    - 生活科 女381/300
    - 英語科 女275/240
- 1993年
  - 5月1日 学生数[20]/定員 
    - 生活科 女383/300
    - 英語科 女325/300
- 1996年
  - 4月1日 生活科を専攻分離する[注 5]。
    - 生活専攻 入学定員110名
    - 食物栄養専攻 入学定員40名

  - 5月1日 学生数[23]/定員
    - 生活科 女268/300
    - 英語科 女138/300
- 1999年
  - 4月1日 英語科[注 6]を文化コミュニケーション学科[注 7]に改称[24]。
  - 同 生活科各専攻の入学定員を以下の通り変更する[24]。
    - 生活専攻 70→50
    - 食物栄養専攻 20→40

  - 5月1日 学生数[25]/定員
    - 生活科 女95/180
    - 英語科 女23[注 8]/150
- 2000年
  - 4月1日 文化コミュニケーション学科の学生募集を最終とする[注 9]。
- 2001年
  - 4月1日 生活科に調理師養成コースが設置される[27]。
- 2002年
  - 4月1日 当年度をもって学生募集が最終となる[注釈 2]。
- 2002年
  - 7月30日 左記を以て文化コミュニケーション学科が正式に廃止される[1]。
- 2004年
  - 5月28日 正式廃止[6]。

## 基礎データ

### 所在地
- 岡山県赤磐郡瀬戸町観音寺721[注釈 1]

### 象徴
- 神戸女子大学瀬戸短期大学のカレッジマークは、盾をモチーフに、その中央に「K」および瀬戸短大の英字表記である「SETO」の文字と羽ペンの絵が描かれたものとなっている[28]。

## 教育および研究

### 組織

#### 学科
- 文化コミュニケーション学科 入学定員90名[注 10]
- 生活科 
  - 生活専攻 入学定員50名[注釈 3]
  - 食物栄養専攻 入学定員40名[注釈 3]

#### 専攻科
- なし

#### 別科
- なし

#### 取得資格について
教職課程
- 中学校教諭二種免許状[31]
  - 英語：文化コミュニケーション学科
  - 家庭：生活科生活専攻

資格
- 栄養士：生活科食物栄養専攻
- 調理師：生活科生活専攻調理師養成コース[27]

#### 附属機関
- 図書館[32]

### 研究
- 『学術紀要』[33]

## 学生生活

### 部活動・クラブ活動・サークル活動
- 神戸女子大学瀬戸短期大学で活動していたクラブ活動[34]
  - 体育系：ダンス・テニス・バスケットボール・バドミントン・ゴルフ・卓球ほか
  - 文化系：邦楽・書道・華道・茶道・クッキング・漫画ほか

## 施設

### キャンパス
- キャンパスまで、JR山陽本線瀬戸駅よりスクールバスが運行していた。
- 図書館の所蔵資料数はおよそ30,000冊程度となっていた。
- スポーツ施設としては、グラウンド・体育館・テニスコート3面・ゴルフ練習場があった。
- 自家用自動車が200台収容できる駐車場があった。
- キャンパスのほぼ中央に時計台があった。
- 「管理棟」の近くにスクールバス乗り場があった。
- 岡山瀬戸セミナーハウスがキャンパス近隣にあった。

### 学生食堂
- 神戸女子大学瀬戸短期大学の学生食堂（学食）は、カフェテリアとなっており一面ガラス張りとなっていた[35]。

### 寮
- 特になし。

## 対外関係

### 他大学との協定
- ハワイ大学[36]

### 系列校
- 神戸女子大学
- 神戸女子短期大学

## 社会との関わり
- クッキング部がかつてテレビ新広島主催の「キャンパスクッキングコンテスト」で3年連続入賞。1998年は3位入賞している[34]。
- 過去には宮城まり子による特別講演が行われた。

## 卒業後の進路について

### 編入学・進学実績
- 系列の神戸女子大学へ編入学した学生が多く、文化コミュニケーション学科では文学部英文学科、生活科生活専攻では家政学部家政課程、食物栄養専攻では家政学部管理栄養士養成課程が其々主となっていた[37]。